# Ukyō Sasahara
Ukyō Sasahara (笹原 右京?, Sasahara Ukyō; Numata, 24 aprile 1996) è un pilota automobilistico giapponese.

## Carriera

### Formule Minori
Sasahara fa il suo esordio in monoposto nel campionato di Formula Renault 2.0 con il team Euronova Racing. Dopo due stagioni nella categoria conquistando solo un podio passa al campionato di Formula Renault 2.0 NEC dove arrivano due vittorie e finisce terzo nella classifica generale.
Nel 2014 corre tre gare della Formula 4 italiana, riuscendo a vincere una gara davanti a Lance Stroll. 
Nel 2017 partecipa come pilota Honda alla Formula 4 giapponese, conquista tre vittorie e finisce secondo in classifica dietro a Ritomo Miyata.

### Formula 3
Nel 2016 viene scelto dal team Threebond per disputare sei gare della F3 europea. Nel 2018 sempre con Threebond corre nella F3 giapponese dove conquista nove podi e finisce terzo in classifica. L'anno seguente viene ingaggiato dal B-Max Racing con Motopark sempre nella stessa categoria ma non arrivano i risultati della stagione precedente chiude al dodicesimo posto.
Nel 2019 passa al Campionato FIA di Formula 3 asiatica con il team britannico Hitech Grand Prix. Vince otto delle quindi gare e finisce la stagione in vetta davanti a Jack Doohan. Nel 2020 partecipa ancora alla F3 asiatica come pilota ospite (non idoneo ai punti) e conquista altre tre vittorie.

### Super Formula
Nel 2020 partecipa con il Team Mugen al campionato Super Formula. Solo all'ultima gara al Circuito del Fuji arrivano i primi punti grazie un settimo posto; conclude il campionato al diciottesimo posto. L'anno seguente passa al team Dandelion Racing, ma partecipa solo alle prime due gare della stagione. Nella prima gara al Fuji arriva quinto e nella seconda gara sul Circuito di Suzuka conquista il suo primo podio in Super Formula con un terzo posto.
Nel 2022 passa al Team Mugen motorizzato Honda, team con cui già corre nel Super GT. L'anno seguente non trova un sedile a inizio stagione, ma dopo quattro eventi viene chiamato dal Kuo Vantelin Team TOM'S per sostituire Giuliano Alesi.

### Super GT
Nel 2020 oltre a correre nella Super Formula si iscrive anche al Super GT guidando la Honda NSX-GT GT500 per il team Team Mugen. A Motegi grazie a una ottima gara arriva terzo e prende il suo primo podio nella categoria, finisce la stagione al 15º posto con venticinque punti. Nei due anni successivi continua con il team Mugen supportato dalla Red Bull.

## Risultati
| Stagione | Serie                       | Team                        | Gare | Vittorie | Pole | G\Veloce | Podio | Punti | Pos. |
| -------- | --------------------------- | --------------------------- | ---- | -------- | ---- | -------- | ----- | ----- | ---- |
| 2013     | Formula Renault 2.0 Alps    | Euronova Racing             | 14   | 0        | 0    | 0        | 0     | 32    | 13°  |
| 2013     | Eurocup Formula Renault 2.0 | Euronova Racing             | 4    | 0        | 0    | 0        | 0     | 0     | NC†  |
| 2014     | Formula Renault 2.0 NEC     | Euronova Racing             | 15   | 0        | 0    | 1        | 1     | 191   | 6°   |
| 2014     | Formula 4 italiana          | Euronova Racing             | 3    | 1        | 0    | 0        | 1     | 25    | 17°  |
| 2015     | Eurocup Formula Renault 2.0 | R-ace GP                    | 17   | 1        | 1    | 0        | 4     | 116   | 7°   |
| 2015     | Formula Renault 2.0 NEC     | R-ace GP                    | 16   | 2        | 1    | 1        | 8     | 296   | 3°   |
| 2016     | F3 europea                  | Threebond con T-Sport       | 6    | 0        | 0    | 0        | 0     | 0     | 26°  |
| 2017     | Formula 4 giapponese        | Honda Formula Dream Project | 14   | 3        | 1    | 3        | 10    | 224   | 2°   |
| 2018     | F3 giapponese               | ThreeBond Racing            | 19   | 0        | 0    | 1        | 9     | 65    | 3°   |
| 2018     | Gran Premio di Macao        | ThreeBond Racing            | 1    | 0        | 0    | 0        | 0     | N/A   | DNF  |
| 2019     | Formula 3 asiatica          | Hitech Grand Prix           | 15   | 8        | 7    | 7        | 13    | 301   | 1°   |
| 2019     | F3 giapponese               | B-Max Racing con Motopark   | 3    | 0        | 0    | 0        | 0     | 3     | 12°  |
| 2019     | FIA Motorsport Games GT Cup | Team Japan                  | 1    | 1        | 0    | 0        | 1     | N/A   | 1°   |
| 2019–20  | Formula 3 asiatica          | Hitech Grand Prix           | 15   | 3        | 4    | 1        | 6     | N/A   | NC†  |
| 2020     | Super GT                    | Team Mugen                  | 8    | 0        | 0    | 0        | 1     | 25    | 15°  |
| 2020     | Super Formula               | Team Mugen                  | 7    | 0        | 0    | 0        | 0     | 5     | 18°  |
| 2021     | Super GT                    | Team Red Bull Mugen         | 8    | 0        | 1    | 0        | 0     | 20    | 16°  |
| 2021     | Super Formula               | Dandelion Racing            | 2    | 0        | 0    | 0        | 1     | 18    | 12°  |
| 2022     | Super Formula               | Team Mugen                  | 10   | 2        | 1    | 0        | 2     | 57    | 6°   |
| 2022     | Super GT                    | Team Red Bull Mugen         | 8    | 0        | 0    | 0        | 1     | 16.5  | 14°  |

† As Sasahara è un pilota ospite, non idoneo ai punti.
* Stagione in corso.

### Risultati completi Super Formula
| Anno | Team                    | 1      | 2      | 3      | 4      | 5       | 6      | 7      | 8      | 9      | 10     | Punti | Pos. |
| ---- | ----------------------- | ------ | ------ | ------ | ------ | ------- | ------ | ------ | ------ | ------ | ------ | ----- | ---- |
| 2020 | Team Mugen              | MOT 11 | OKA 13 | SUG NC | AUT 14 | SUZ Rit | SUZ 11 | FUJ 7  |        |        |        | 5     | 18°  |
| 2021 | Dandelion Racing        | FUJ 5  | SUZ 3  | AUT    | SUG    | MOT     | OKA    | SUZ    |        |        |        | 18    | 12°  |
| 2022 | Team Mugen              | FUJ 19 | FUJ 10 | SUZ 14 | AUT 7  | SUG 10  | FUJ 1  | MOT 7  | MOT 8  | SUZ 1  | SUZ 17 | 56    | 6°   |
| 2023 | Kuo Vantelin Team TOM'S | FUJ    | FUJ    | SUZ    | AUT    | SUG     | FUJ 19 | MOT 12 | SUZ 22 | SUZ WD |        | 0     | 22°  |
| 2024 | Vantelin Team TOM’S     | SUZ 15 | AUT 12 | SUG 16 | FUJ 12 | MOT 16  | FUJ    | FUJ    | SUZ    | SUZ    |        | 0*    |      |

* Stagione in corso.

### Risultati completi Super GT
| Anno | Team                | macchina           | Classe | 1      | 2      | 3       | 4     | 5     | 6       | 7     | 8      | Punti | Pos. |
| ---- | ------------------- | ------------------ | ------ | ------ | ------ | ------- | ----- | ----- | ------- | ----- | ------ | ----- | ---- |
| 2020 | Team Mugen          | Honda NSX-GT GT500 | GT500  | FUJ 12 | FUJ 10 | SUZ Rit | MOT 3 | FUJ 6 | SUZ 13  | MOT 4 | FUJ 12 | 25    | 15°  |
| 2021 | Team Red Bull Mugen | Honda NSX-GT GT500 | GT500  | OKA 11 | FUJ 11 | SUZ 4   | MOT 9 | SUG 9 | AUT Rit | MOT 5 | FUJ 10 | 20    | 16°  |
| 2022 | Team Red Bull Mugen | Honda NSX-GT GT500 | GT500  | FUJ 19 | FUJ 10 | SUZ 14  | AUT 7 | FUJ 1 | MOT 8   | MOT 1 | SUZ 17 | 57    | 6°   |

* Stagione in corso.